# 4C

O Código Comum para a Comunidade Cafeeira (4C) certifica produtores de café assegurando que todo grão utilizado não foi produzido com trabalho escravo ou infantil e não foram utilizados pesticidas banidos internacionalmente. A Nestlé foi uma das empresas fundadoras do 4C e procura orientar fornecedores de café para que eles sigam as regras do 4C.